# Грабово (Рогачёвский район)
Грабово (бел. Грабава) — посёлок в Старосельском сельсовете Рогачёвского района Гомельской области Беларуси.
Кругом лес.

## География

### Расположение
В 10 км на север от районного центра и железнодорожной станции Рогачёв (на линии Могилёв — Жлобин).

## Транспортная сеть
Транспортные связи по просёлочной, затем автомобильной дороге Старое Село — Рогачёв. Жилые дома деревянные, усадебного типа, около просёлочной дороги.

## История
По письменным источникам известный с начала XIX векакак фольварк в Рогачёвском уезде Могилёвской губернии, к которому в 1876 году относились 151 десятина земли. В 1931 году жители вступили в колхоз. Во время Великой Отечественной войны в декабре 1943 года оккупанты сожгли посёлок. 3 жителя погибли на фронте. Согласно переписи 1959 года в составе подсобного хозяйства районного объединения «Сельхозхимия» (центр — деревня Станьков).

## Население

### Численность
- 2004 год — 1 хозяйство, 1 житель.

### Динамика
- 1940 год — 15 дворов 91 житель.
- 1959 год — 101 житель (согласно переписи).
- 2004 год — 1 хозяйство, 1 житель.